# Ivaylo (film, 1964)
Pour plus de détails, voir Fiche technique et Distribution.
Ivaylo (titre original : Ивайло) est un film d'aventure bulgare réalisé par Nikola Valchev, sorti en 1964.
Ce long métrage s'inspire de l'histoire d'Ivaylo, un berger bulgare qui, en 1277, prendra la tête d'un soulèvement paysan contre les Mongols, les Byzantins et les Boyards, et deviendra tsar de Bulgarie.

## Fiche technique
- Titre : Ivaylo
- Titre original : Ивайло
- Pays d'origine :  Bulgarie
- Année : 1964
- Réalisation : Nikola Valchev
- Scénario : Evgeni Konstantinov (bg), Nikola Valchev
- Scénographie : Belin Belev, Randyo Randev
- Costumes : Milka Nacheva
- Effets spéciaux : Simeon Simeonov, Stoyan Kyosovski
- Montage : Tsvetana Tomova
- Musique : Bojan Ikonomov (bg)
- Société de production : Boyana Film
- Langue : bulgare
- Format : couleur - 35 mm - Son mono
- Genre : Aventure – Drame Historique
- Durée : 86 minutes
- Dates de sortie :
  -  Bulgarie : 17 février 1964
  -  Allemagne de l'Est : 20 novembre 1964
- Autres titres connus :
  -  États-Unis : Ivailo the Great
  -  États-Unis : Ivallo the Great
  -  Allemagne de l'Est : Der Schwur des Geächteten
  -  Espagne : Ivailo el Libertador

## Distribution
- Bogomil Simeonov (bg) : Ivaylo
- Ginka Stancheva (bg) : Kalina
- Tsvyatko Nikolov (bg) : Momchil
- Ivan Bratanov (bg) : Manol
- Trifon Dzhonev : Shishko
- Luna Davidova	: Mariya
- Encho Tagarov	: Deyan
- Nikola Uzunov	: Valkan
- Stefan Dimitrov : Boyan
- Yordan Spasov	: Terter
- Nikola Dadov : Hrelyo
- Mikhail Mikhajlov : Konsantin Asen
- Nikolay Doychev : Stan